# Radbod II
Radbod II, né avant 1050 et mort le 10 janvier 1098, est un prélat français du XIe siècle, évêque de Noyon-Tournai de 1068 à 1098.

## Biographie
Radbod est issu de la noblesse noyonnaise. Sa soeur, peut-être prénommée Mathilde, épouse Alard Ier de Peteghem (ca . 1030-ap. 1067) et est la mère d’Evrard Ier Radulf (ca. 1065-ca. 1110), vicomte de Tournai et seigneur de Mortagne, et de Conon Ier (1067-1100), seigneur de Eine et Oudenbourg,,,. Radbod est également apparenté à Anselme III (ou Anseau III) de Ribemont dit « le Barbu » (ca. 1024-1099), comte de Bouchain et d’Ostrevant, mort au pied du Mont-Liban durant la Première croisade.

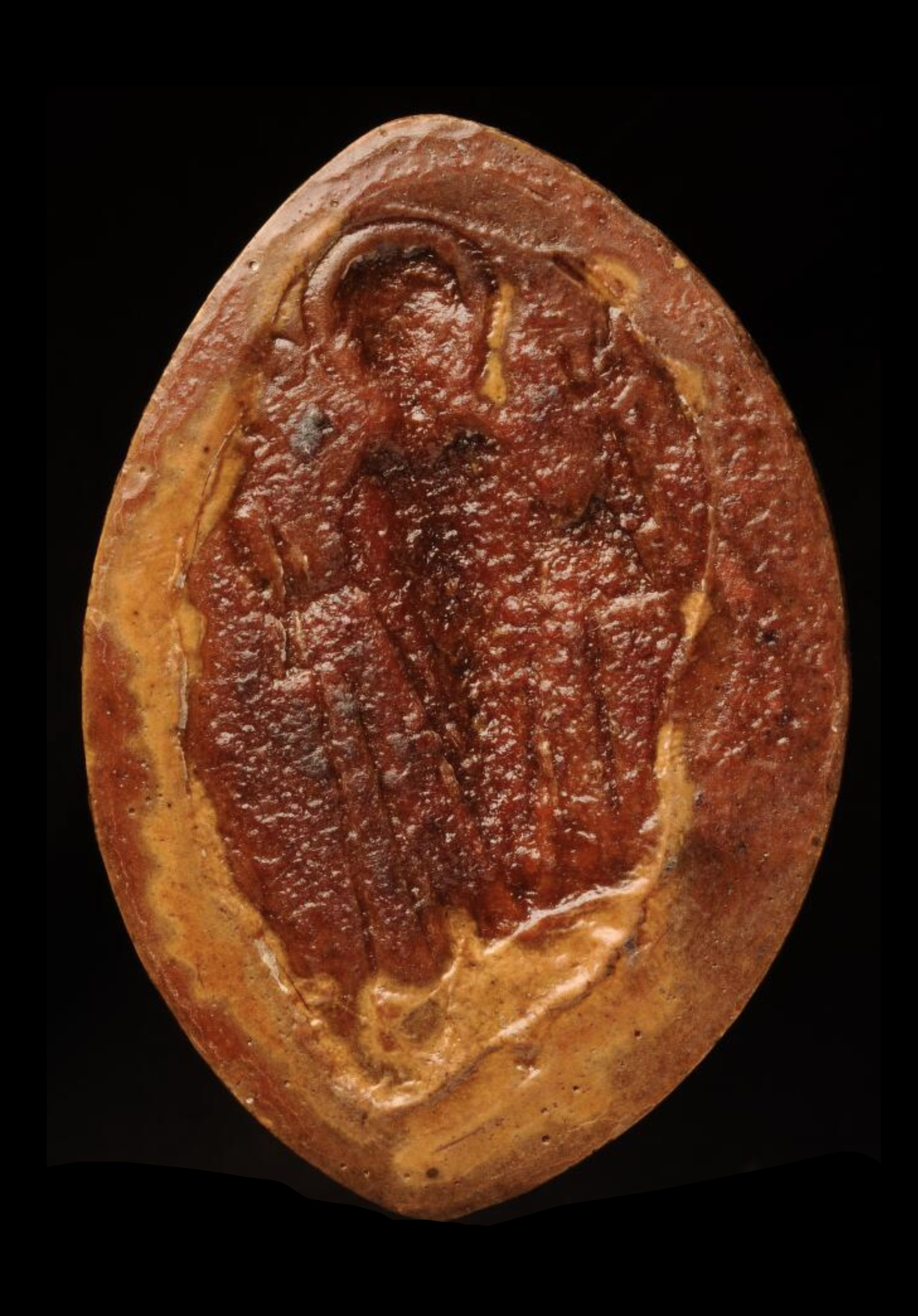
Sceau de Radbod II (1090). Collection de moulages de sceaux des Archives générales du Royaume, Archives de l'État en Belgique.

En 1068, il succède à Baudouin Ier à l’évêché de Noyon-Tournai. La même année, il reçoit du roi Philippe Ier la forteresse des évêques de Noyon, déjà concédée à ces derniers par Hugues Capet, et qui deviendra le château de Quierzy.
Radbod II, considéré comme un évêque pieux, érudit et prédicateur, consacre de nombreuses églises et fonde ou favorise plusieurs maisons religieuses. Il est particulièrement connu pour sa vénération des reliques. Lors de la consécration de l’église d’Hasnon, en 1070, il fait venir 26 reliquaires contenant les restes de saints de la région,.
À plusieurs reprises durant son magistère, Radbod II est accusé de simonie, pour avoir censément acheté l’évêché de Noyon au roi de France, monnayé des postes de chanoines, ou vendu des ornements liturgiques et des terres appartenant au clergé pour s’acheter des soutiens. En septembre 1077, il doit ainsi comparaître devant un concile réuni à Autun par le pape Grégoire VII en vue de la déposition ou de l’excommunication des clercs simoniaques et concubinaires. En l’absence d’accusations fondées, le pape Urbain II le confirmera finalement dans sa charge en 1095, lors du concile de Plaisance.

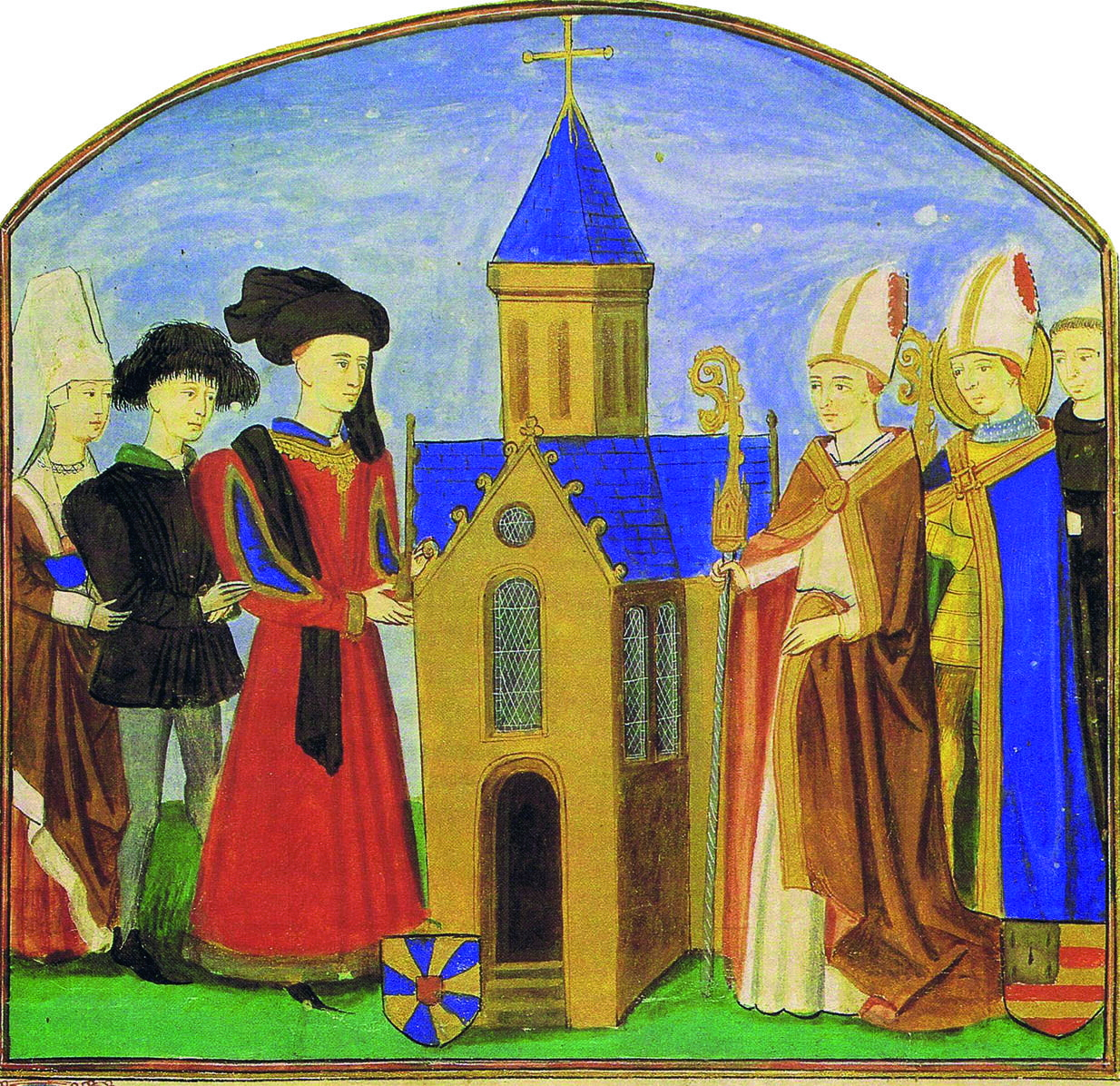
Fondation de l’abbaye Saint-Pierre d’Oudenburg en 1084. Enluminure, in : Codex Aldenburgensis, 127/5, fol. LXIIIr, Grootseminarie, Bruges (ca. 1458),.

Radbod II est le premier évêque pour lequel un monnayage épiscopal est documenté à Noyon. Ce droit de battre monnaie lui a été concédé lors de l’inféodation qui lui fut faite de la seigneurie de la ville par le roi Philippe Ier . On dispose de plusieurs descriptions numismatiques de deniers frappés durant le magistère de cet évêque,.

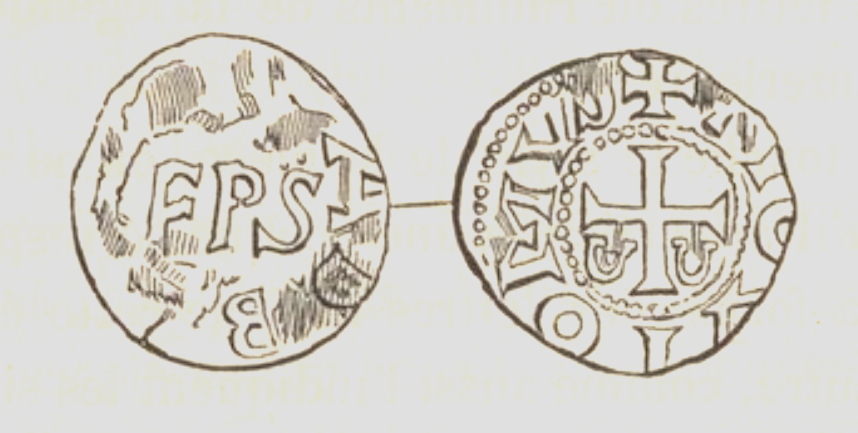
Denier de Radbod II, évêque de Noyon-Tournai.

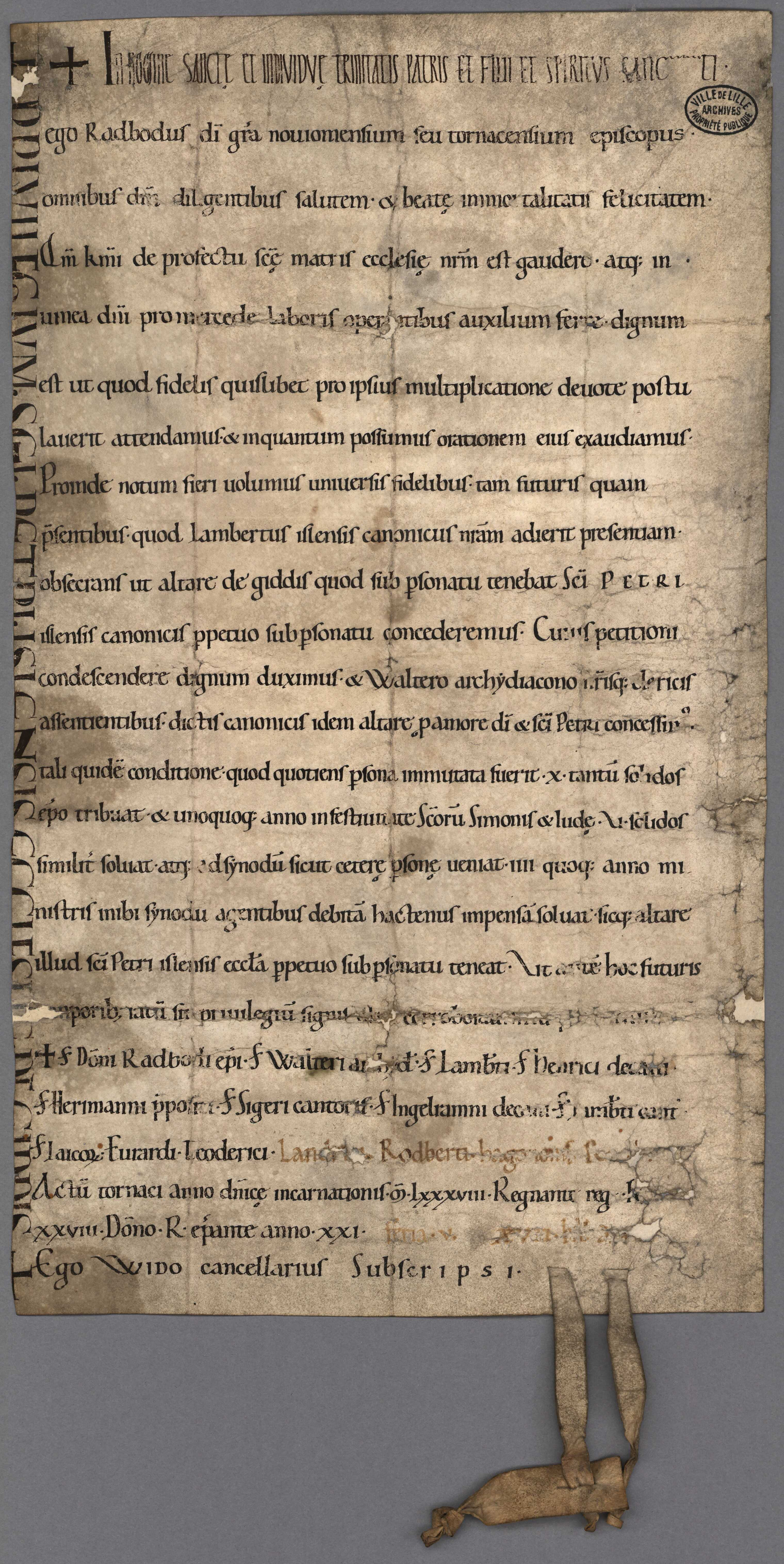
Donation du 16 mars 1088. Archives municipales de Lille.

En 1083, Radbod II procède à Gand à l’élévation des reliques de Saint Liévin, qu’il fait transférer dans une nouvelle châsse,. En 1084, il cède à Arnoult, évêque de Soissons et futur saint catholique, l’église Saint-Pierre d’Oudenbourg près d’Ostende, afin que ce dernier y établisse une congrégation. Le 30 juillet de la même année, il se rend à Gistel pour y faire exhumer, en vue de sa canonisation, le corps de Godelieve assassinée quatorze ans plus tôt par son mari Bertholf et rapidement qualifiée de sainte par la rumeur publique.
Le 16 mars 1088, il fait don à la collégiale Saint-Pierre de Lille de l'ensemble des terres et revenus de l'église de Gits. La charte chirographe actant cette donation est la plus ancienne pièce conservée aux archives municipales de Lille, et l'un des plus anciens documents mentionnant le nom de cette ville.

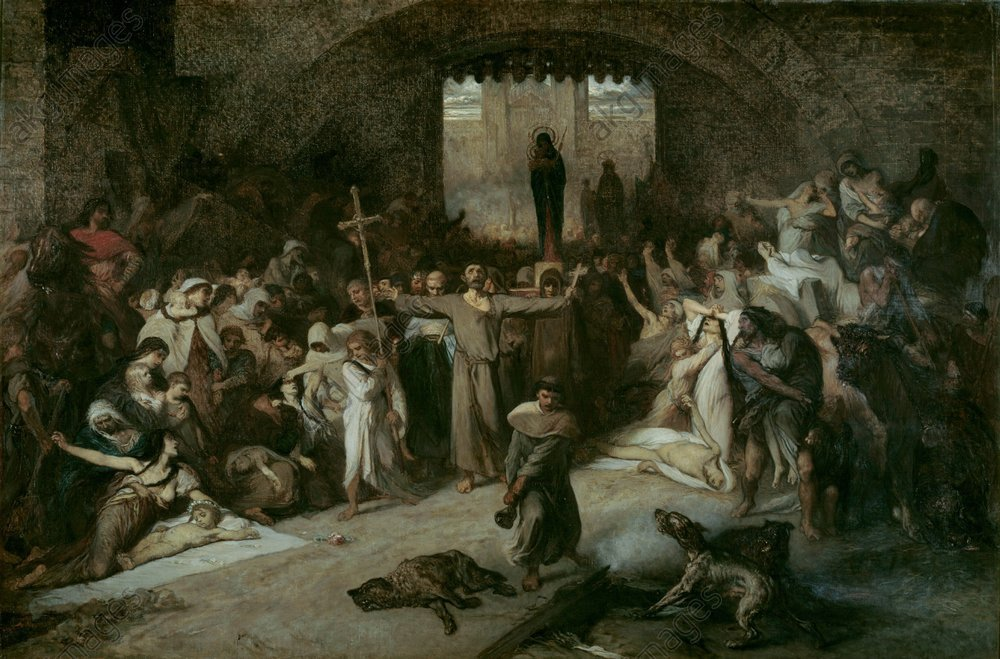
La peste de Tournai en 1092. Louis Gallait, 1882.

En septembre 1090, il doit faire face à une « épidémie » d’ergotisme (à l’époque désignée comme peste ou « mal des ardents ») touchant la ville de Tournai, et instaure un jeûne général puis une grande procession de pénitence. Celle-ci deviendra annuelle à partir de 1092 et fait toujours, à l’heure actuelle, partie des traditions de la ville,,. En 1092, il offre les bâtiments d’une abbaye abandonnée, Saint-Martin, au moine Odon de Tournai (1060-1113), futur évêque de Cambrai en 1095.
Malade, il se rend à Bruges en janvier 1098 pour se faire soigner, et y décède de façon brutale. Son successeur Baudri (ou Baudry, ou Baldéric) est mentionné comme étant son neveu,.

## Découverte de la tombe
En novembre 2007, des fouilles pratiquées dans la cathédrale de Tournai permettent de découvrir une sépulture épiscopale identifiée comme étant celle de Rabdod II,. La tombe est située à proximité immédiate de celle de Baudoin Ier , prédécesseur de Radbod à l’évêché de Noyon-Tournai, elle-même découverte en 2006. Le 9 mai 2021, à l’issue des investigations scientifiques, les restes des deux prélats sont réinhumés dans la cathédrale de Tournai tandis que leurs ornements épiscopaux rejoignent la collection du trésor de la cathédrale,.

## Œuvres
Historiographe, Radbod II est l’auteur d’une Vie de Saint Médard, son prédécesseur à l’évêché de Noyon-Tournai au VIe siècle. On lui doit également une Vie de Sainte Godeberthe, une moniale du VIIe siècle,.